# Cymodoce bicarinata
Cymodoce bicarinata là một loài chân đều trong họ Sphaeromatidae. Loài này được Stebbing miêu tả khoa học năm 1904.